# Ausbrecher AG
Ausbrecher AG, ursprünglich Kettenwetten, ist ein Brettspiel des deutschen Spieleautors Hajo Bücken aus dem Jahr 1988. Das Spiel für zwei bis sechs Spieler ab zehn Jahren dauert etwa 20 Minuten pro Spiel. Es handelt sich um ein Renn- und Wettspiel, bei dem die Spieler auf die Chancen einer Ausbrechergruppe beim Erreichen der Fluchtboote tippen müssen und danach das Rennen mit den Würfeln selbst gestalten.
Das Spiel erschien zuerst 1985 im Kleinverlag Arbeitsstelle für neues Spielen unter dem Namen Kettenwetten und wurde danach in das Programm des Ravensburger Spieleverlags als Ausbrecher AG aufgenommen. 1998 wurde das Spiel erneut aufgegriffen und mit einer etwas anderen Thematik unter dem Namen Trödeln bei Simba Toys veröffentlicht. Im Jahr des Erscheinens gewann es die Essener Feder für die beste Spieleanleitung des Jahres.

## Thema und Ausstattung
Bei dem Spiel geht es darum, das Rennen einer Ausbrechergruppe im Gefängnis der fiktiven Insel „Monte Ganovo“ bei ihrer Flucht zu den Fluchtbooten zu gestalten. Die Spieler wetten auf die Reihenfolge des Eintreffens in den Booten und beeinflussen das Rennen selbst über ihre Würfelwürfe. Gewinner ist der Spieler, der am Ende die meisten richtigen Wett-Tipps abgegeben hat.
Der Inhalt der Spieleschachtel besteht neben der Spielanleitung aus:
- einem dreiteiligen Spielplan, der vor Spielbeginn zusammengesetzt wird
- sieben Spielsteinen in verschiedenen Farben
- sieben farbigen Würfeln entsprechend der Spielsteinfarben
- einem weißen Spezialwürfel

Neben diesem Spielmaterial benötigt jeder Spieler ein Blatt Papier und einen Stift, um die getippte Reihenfolge zu notieren.

## Spielweise
Zu Beginn des Spiels wird der Spielplan aus den drei Teilen zusammengesetzt und die Spielsteine mit den Ausbrechergesichtern auf die Zellenfenster gestellt. Die farbigen Würfel und der weiße Spezialwürfel werden bereitgelegt. Danach nimmt jeder Spieler ein Blatt Papier und notiert seinen Tipp für die Reihenfolge der Ausbrecher in den Fluchtbooten zum Spielende. Der Tipp wird bis zum Spielende geheim gehalten.
Nachdem die Tipps abgegeben und versteckt wurden, beginnt ein Spieler als Startspieler mit dem Würfeln. Er wählt drei farbige Würfel und wirft diese, danach zieht er die entsprechenden Spielfiguren entsprechend der Augenzahl vorwärts, dabei kann er die Reihenfolge selbst wählen. Spielsteine können andere Spielsteine überspringen und ihren Zug auch auf dem gleichen Feld beenden. Endet der Zug auf einem Feld, auf dem bereits ein Spielstein liegt, wird der neu hinzukommende auf dem bereits liegenden platziert und blockiert diesen damit („Einmauern“). Letzterer kann erst dann weiterbewegt werden, wenn kein anderer Stein mehr auf ihm liegt. Wenn der erste Spieler seinen Zug gemacht hat, startet der nächste Spieler im Uhrzeigersinn. Sobald alle Spieler einmal gezogen sind, kommt ab der zweiten Runde der weiße Spezialwürfel hinzu, der optional als zusätzlicher, vierter, Würfel gewählt werden kann und mit dessen Augenzahl ein beliebiger Spielstein zurückgesetzt wird. Dabei darf allerdings kein Stein gewählt werden, der im gleichen Zug vorgerückt ist.
Sobald ein Spielstein das Ende des Fluchtweges erreicht und darüber hinausgezogen wird, wird er in das jeweils vorderste freie Boot platziert. Dabei finden in den Booten 1, 2 und 3 jeweils zwei und im Boot 4 ein Ausbrecher Platz. Sobald die ersten beiden Spielsteine im Boot sind, darf nur noch mit zwei Würfeln und dem Sonderwürfel gewürfelt werden. Sind bereits vier Spielsteine in den Booten, dürfen die Spieler immer nur zwei Farbwürfel oder einen Farbwürfel und den Spezialwürfel nutzen. Sollte von letzten beiden Spielsteinen einer durch den Spezialwürfel bis zum Startfeld zurückgestellt werden, gilt er automatisch als letzter im Ziel und wird im Boot 4 platziert, der andere Spielstein kommt in das Boot 3.
Wenn alle Ausbrecher in den Booten sitzen, ist das Spiel beendet. Die Positionen in den Booten werden mit den Tipps der Spieler abgeglichen und bringen jeweils Punkte im Wert entsprechend der Bootsnummer. Der Spieler mit den meisten Punkten in der Endwertung gewinnt das Spiel.

### Version für Fortgeschrittene
In der Version für Fortgeschrittene wird der Weg von ursprünglich 32 auf 26 Felder verkürzt, wodurch das Rennen schneller wird.

## Ausgaben und Rezeption
Das Spiel Ausbrecher AG wurde 1985 von Hajo Bücken entwickelt und in dessen eigenem Spieleverlag Arbeitsstelle für neues Spielen unter dem Namen Kettenwetten veröffentlicht. Bücken nutzte für das Spiel keinen Spielplan, sondern zwölf Wegekarten. 1988 nahm der Ravensburger Spieleverlags das Spiel als Ausbrecher AG in das Programm auf und brachte es auf den Markt. Im Jahr des Erscheinens gewann es die Essener Feder für die beste Spieleanleitung des Jahres, im selben Jahr veröffentlichte Ravensburger das Spiel auch auf Schwedisch, Niederländisch, Finnisch, Französisch und Italienisch.
In seinem 1996 erschienenen Buch Bluff-Spiele beschrieb Hajo Bücken das Spiel erneut unter dem Namen Kettenwetten mit einem Laufweg von 30 Feldern. 1998 wurde das Spiel erneut aufgegriffen und unter dem Namen Trödeln als Kinderspiel bei Simba Toys veröffentlicht. Die Spielmechanik wurde beibehalten, thematisch geht es allerdings um Schulkinder, die ihre Klasse und damit ihre Schultische erreichen müssen.

## Belege
1. 1 2 3 4 5  Spieleanleitung Ausbrecher AG
2. ↑  Versionen von Ausbrecher AG in der Spieledatenbank BoardGameGeek (englisch); abgerufen am 17. Juni 2017.
3. ↑  Hajo Bücken: Tadellos tricksen: Kettenwetten. In: Hajo Bücken: Bluff-Spiele. Heinrich Hugendubel Verlag, München 1996; S. 70–72, ISBN 3-88034-863-4.
4. ↑  Trödeln in der Spieledatenbank BoardGameGeek (englisch); abgerufen am 17. Juni 2017.